# Памятники истории и культуры Карасуского района
Памятники истории и культуры местного значения Карасуского района — отдельные постройки, здания и сооружения, некрополи, произведения монументального искусства, памятники археологии, включенные в Государственный список памятников истории и культуры местного значения Костанайской области. Списки памятников истории и культуры местного значения утверждаются исполнительным органом региона по представлению уполномоченного органа по охране и использованию историко-культурного наследия.
В Государственном списке памятников истории и культуры местного значения города в редакции постановления акимата Костанайской области от 31 марта 2020 года числились 23 наименований, все памятники археологии.

## Список памятников
| Номер в списке | Название                | Изображение | Годы постройки                     | Место нахождения                                    | Примечание |
| -------------- | ----------------------- | ----------- | ---------------------------------- | --------------------------------------------------- | ---------- |
| 681            | Стоянка Жекеколь I      |             | эпоха неолита – эпоха бронзы       | 2 километра к юго-западу от села Теректы            |            |
| 682            | Стоянка Жекеколь II     |             | эпоха бронзы – ранний железный век | 2,1 километра к северо-востоку от села Теректы      |            |
| 683            | Курган Каракамыш I      |             | эпоха неолита                      | 8,5 километра к юго-западу от села Жалгыскан        |            |
| 684            | Стоянка Кара-Мурза I    |             | эпоха неолита                      | 3 километра к северу от села Железнодорожное        |            |
| 685            | Стоянка Кара-Мурза II   |             | эпоха неолита                      | 2,7 километра к северу от села Железнодорожное      |            |
| 686            | Стоянка Кара-Мурза III  |             | эпоха неолита                      | 2 километра к северу от села Железнодорожное        |            |
| 687            | Стоянка Кара-Мурза IV   |             | эпоха неолита                      | 0,5 километра к северу от села Железнодорожное      |            |
| 688            | Стоянка Кара-Мурза V    |             | эпоха неолита – эпоха бронзы       | 5 километров к югу от села Железнодорожное          |            |
| 689            | Стоянка Кара-Мурза VI   |             | эпоха неолита                      | 2,15 километра к северу от села Железнодорожное     |            |
| 690            | Стоянка Кара-Мурза VII  |             | эпоха неолита – эпоха бронзы       | 1,5 километра к северу от села Железнодорожное      |            |
| 691            | Стоянка Кара-Мурза VIII |             | эпоха бронзы                       | 0,8 километра к юго-востоку от села Железнодорожное |            |
| 692            | Стоянка Кара-Мурза IX   |             | эпоха энеолита                     | 1 километр к юго-востоку от села Железнодорожное    |            |
| 693            | Стоянка Каскер I        |             | эпоха бронзы                       | 40 км к юго-западу от села Октябрьское              |            |
| 694            | Стоянка Каскер II       |             | эпоха бронзы                       | 51 км к юго-западу от села Октябрьское              |            |
| 695            | Стоянка Каскер III      |             | эпоха неолита                      | 53 км к юго-западу от села Октябрьское              |            |
| 696            | Стоянка Красный Октябрь |             | эпоха бронзы                       | 58 км к юго-западу от села Октябрьское              |            |
| 697            | Стоянка Кулан I         |             | эпоха неолита                      | 10,9 километра к северо-западу от села Жалгыскан    |            |
| 698            | Поселение Кулан II      |             | эпоха бронзы                       | 1,5 километра к югу от села Жалгыскан               |            |
| 699            | Стоянка Маркасай I      |             | эпоха бронзы                       | 58,5 км к юго-западу от села Октябрьское            |            |
| 700            | Стоянка Маркасай II     |             | эпоха неолита – эпоха бронзы       | 58 км к юго-западу от села Октябрьское              |            |
| 701            | Стоянка Маркасай III    |             | эпоха бронзы                       | 57 км к юго-западу от села Октябрьское              |            |
| 702            | Стоянка Маркасай IV     |             | эпоха неолита                      | 57,1 км к юго-западу от села Октябрьское            |            |
| 703            | Стоянка Маркасай V      |             | эпоха неолита – эпоха бронзы       | 58 км к западу от села Октябрьское                  |            |